# Рибальський залізничний міст
Риба́льський залізничний міст (до 2024 неофіційно Петрі́вський залізничний міст) — залізничний міст через Дніпро і Десенку в Києві, що сполучає Рибальський острів з Воскресенкою і Русанівськими садами. Входить до складу Північного напівкільця Київського вузла Південно-Західної залізниці.

## Історія
У роки Першої світової війни виникла потреба в будівництві додаткового залізничного мостового переходу через Дніпро для перекидання військ. Спочатку на місці поблизу траси сучасного Рибальського залізничного мосту, з весни до утворення грудневої криги 1915 р. збудували тимчасовий дерев'яний міст. Саме в цей час перенесли Дніпровську біологічну станцію на Трухановому острові, яка опинилася на трасі будівництва мосту. Міст проліг над Рибальським півостровом та через звужену частину Труханового острова поблизу перешийку з Муромцем.
Будівництво капітального мосту імператриці Марії Федорівни розпочалося 15 травня 1916 року. Міст будувався як складова частина обхідної стратегічної залізниці (теперішнє Північне кільце). Проєктуванням та будівництвом мосту опікувався Київський округ шляхів сполучення. Розрахунок мосту з арковими металевими фермами провів професор Київського політехнічного інституту Є. О. Патон. До проєктування лівобережної дерев'яної естакади мосту професор Патон залучив студентів-дипломників КПІ.
20 травня 1916 року було забито перші палі, а з 23 липня 1916 року почалися роботи з опускання кесонів. 20 серпня 1916 року, через три місяці після початку робіт, була проведена церемонія урочистого закладення мосту. До участі у урочистостях було запрошено імператрицю Марію Федорівну. Вона багато років проживала у Києві, була відомою благодійницею, тому мосту було вирішено надати її ім'я.
29 жовтня 1916 року було закінчено встановлення дерев'яних конструкцій. Загалом будівництво мосту було завершено 26 січня 1917 року. Комісія, очолювана професором Миколою Бєлелюбським, засвідчила повну готовність мосту до експлуатації.
Загальна довжина мосту становила 2504 м, довжина дерев'яної естакади правого берега — 644 м, довжина перекриття судноплавного русла трьома металевими фермами — 333 м, довжина дерев'яної естакади лівого берега — 1525 м. Підмостовий габарит на судноплавному прогоні над найвищим передбачуваним горизонтом води становив 5,8 м.
Керівниками будівельних робіт зі спорудження мосту були інженер Микола Васильович Попов (начальник будівництва, керівник Київського округу шляхів сполучення) та інженер С. В. Завацький (старший виконавець робіт). Монтажні роботи проводилися під керівництвом інженера М. Л. Кривоносова. Вартість будівництва мосту склала 5 млн. 607 тис. рублів.
Невдовзі міст було пошкоджено і відбудовано восени 1918 року. Через події революції та громадянської війни міст прийшов у занепад і багато років існував без можливості використання.
Восени 1928 року під орудою організації «Військпроєкт 401» (головний інженер В. Кохан) почалося відновлення моста за проєктом, дещо зміненим від первісного — підмостовий габарит був підвищений на 7 м.
8 листопада 1929 року відновлення мосту завершилося. Того ж дня о 12 годині відбулося урочисте відкриття відновленого мосту. Міст отримав назву «Імені 12-річчя Жовтня», але ця назва не закріпилася. Пізніше міст почали називати Петрівським, від місцевості Петрівка (Петровського району або Григорія Петровського), або Подільським (від Подільского району).
Під час відходу Червоної армії з Києва у вересні 1941 року був зруйнований, за окупації відновлений німцями, згодом знову був підірваний нацистами під час битви за Дніпро восени 1943 року. Після звільнення Києва відновлювався з липня 1944 до листопада 1945 року.
У 1964—1966, 1990—1998 та 2003—2005 роках проводилася заміна руслових і заплавних прогонів.
18 січня 2024 року рішенням Київської міської державної адміністрації залізничному мосту через річки Дніпро і Десенка було присвоєно назву «Рибальський залізничний міст».

## Конструкція
Мостовий перехід загальною довжиною 1,5 км складається з руслової (правобережної) та заплавної (лівобережної) частин. Прогони руслової частини загальною довжиною — 330 м перекриті трапецієподібними за абрисом ґратчастими металевими фермами з паралельними поясами, розрахованими на проїзд нижньою частиною. Прогони естакади — подібними прямокутними фермами з проїздом у верхній частині. Масивні бетонні опори встановлені на фундаментах з кесонів.
По мосту проходить лише одна залізнична колія, хоча сама Північна кільцева лінія двоколійна; існують роз'їзди біля моста між платформами «Воскресенка» та ліквідованою «Оболонь». Міст використовується переважно для вантажних залізничних перевезень, також мостом курсує міська електричка.

## Сьогодення
Щоденно міст використовується для внутрішньоміського залізничного сполучення міською електричкою.
З 2001 року західна половина Рибальского залізничного мосту є кордоном між Оболонським та Подільським районами Києва, східна половина віднесена до території Дніпровського району. До зміни меж районів у 2001 році міст належав тільки Дніпровському.

## Зображення

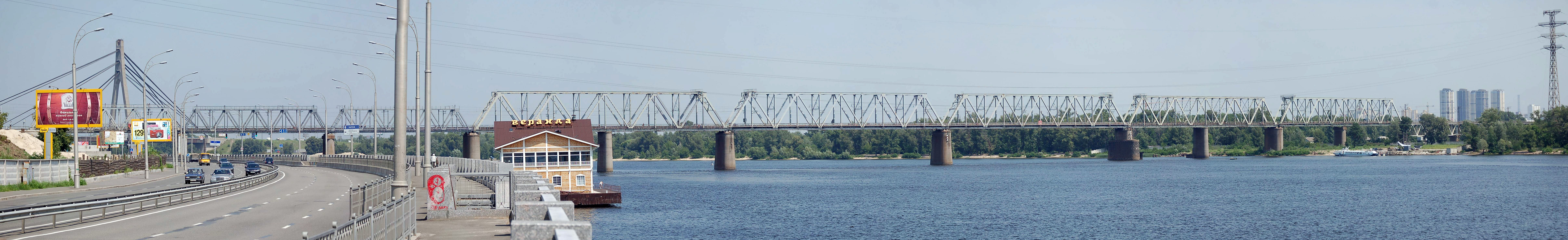
Панорама моста, прогони над головним руслом Дніпра
Прогони над головним руслом Дніпра
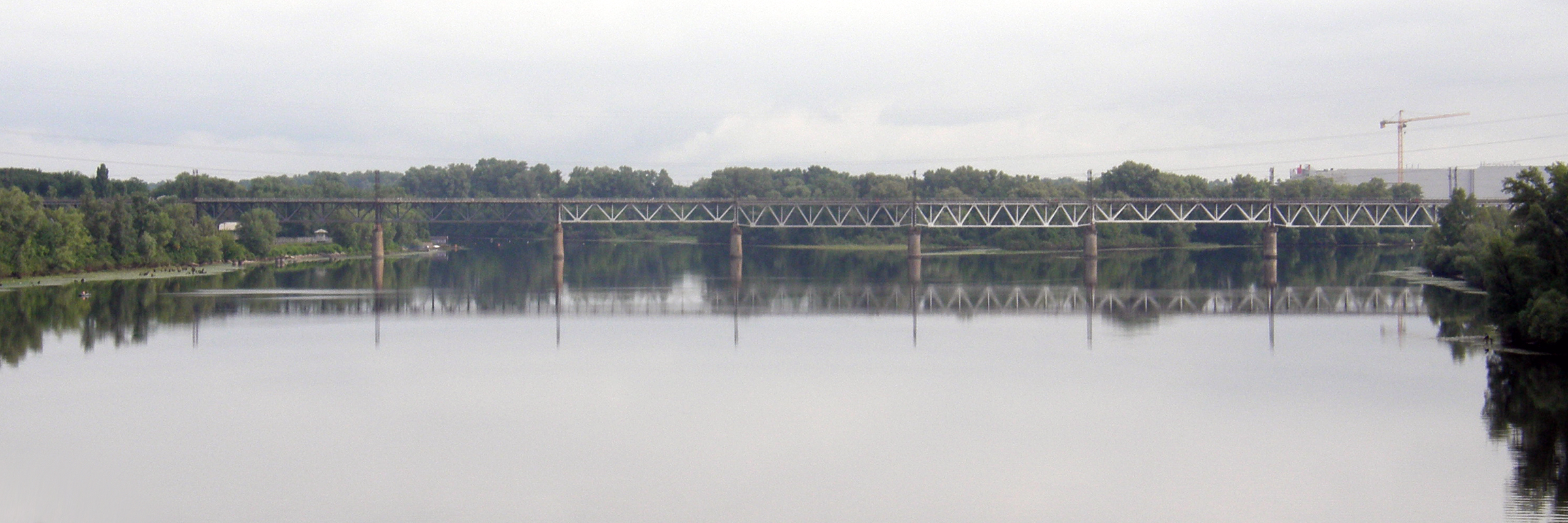
Прогони над Десенкою